# Domics
Домикс (англ. Domics; настоящее имя — Доминик Панганибан; род. 27 сентября 1990, Манила, Филиппины) — автор анимационного YouTube-канала.

## Биография
Доминик родился 27 сентября 1990 года в Маниле. В своих анимациях он описывает своих родителей, как очень строгих людей, но его это ничуть не угнетает. Также у него есть старшая и младшая сестры, о которых Доминик в своих видео упоминает очень редко.
С детства, вплоть до совершеннолетнего возраста, парень переживал множество переездов семьи. Его семье приходилось жить в Филиппинах, Саудовской Аравии, Америке и 
Канаде. Например, когда Доминик учился в колледже, ему приходилось тратить 2 часа только на путь туда.

## Творчество
Доминик Панганибан зарегистрировал свой канал на YouTube 11 августа 2012 года. В своих анимациях он высмеивает события, людей и даже себя, в конкретных жизненных этапах своей жизни или же просто в случайных нелепых ситуациях, которые с ним происходили. Причём на своём канале он может рассказать зрителям о чём угодно, вплоть от общих проблем, которые могут встречаться в жизни у каждого, до самых личных тайн своих отношений.
Ещё с детства юный Доминик увлекался аниме, что и повлекло его на создание анимационного канала в будущем.
Первоначально Доминик рисовал комиксы и публиковал их на Tumblr. Сам псевдоним "Domics" произошёл из слияния "Dominic's Comics" (рус. Комиксы Доминика). Уже через несколько месяцев его комиксы становились всё популярнее и популярнее, но это не было пределом для Доминика. Один раз он решил попробовать нарисовать свою первую анимацию и опубликовал её на YouTube 11 августа 2012 года. Вскоре раз за разом он делал всё новые и новые анимации, его зрителей становилось всё больше. Сейчас его количество подписчиков превысило 4 млн человек.

## Интересные факты
Доминик соглашается с тем, что он бедный, всячески показывая это в своих анимациях.
Доминик низкого роста и его часто путают с подростками, несмотря на то что ему 34 года. На этот возраст его рост составляет чуть больше 160 см.

## Книги
Draw My Life: How Animation Helped Me Break Out of My Shell and Other Stories